# Jerrell Freeman
Jerrell Alexander Freeman (* 1. května 1986, Waco, Texas, USA) je bývalý hráč amerického fotbalu, který nastupoval na pozici Inside linebackera v National Football League.
Univerzitní fotbal hrál za University of Mary Hardin–Baylor, poté nebyl vybrán v žádném ze sedmi kol Draftu NFL 2008 a jako volného hráče podepsal smlouvu s Tennessee Titans. Po třech letech strávených v Canadian Football League v týmu Saskatchewan Roughriders se vrátil do NFL do týmu Indianapolis Colts.

## Univerzitní fotbal
Freeman hrál čtyři roky fotbal na nepříliš známé University of Mary Hardin–Baylor, dvakrát byl zvolen webem D3football.com do all-stars týmu a v roce 2007 se stal Defenzivním hráčem roku. Po promoci opustil školu jako její nejvíce tacklující hráč v historii, přičemž v poslední sezoně zaznamenal 59 tacklů, 18 tacklů pro ztrátu a šest sacků.

## Profesionální kariéra

### Tennessee Titans
Freeman se rozhodl zúčastnit Draftu NFL 2008, nicméně díky nepříliš úspěšnému univerzitnímu týmu se mu velké šance nedávaly. Nakonec nebyl draftován v sedmi základních kolech ani jedním týmem, jenže hned poté ho angažovali Tennessee Titans. Stal se tak prvním hráčem své univerzity, kterému byl nabídnut profesionální kontrakt v NFL. Ještě před startem sezóny 2008 však byl Titans propuštěn.

### Saskatchewan Roughriders
V dubnu 2009 podepsal Freeman smlouvu s týmem Saskatchewan Roughriders z Canadian Football League. První sezónu byl primárně používán jako tackler speciálního týmu a připsal si 25 tacklů, za což byl nominován na cenu pro nováčka roku. Druhou sezónu již strávil jako standardní linebacker, přičemž jednou nastoupil jako startující hráč a zúčastnil se i obou zápasů play-off. Na konci sezóny byl lídrem svého týmu v počtu sacků a v 7. týdnu byl jmenován Defenzivním hráčem týdne. Zlomová pro něj byla sezóna 2011: 105 tacklů bylo nejvíc z celé ligy, navíc se stal Defenzivním hráčem 10. týdne a Defenzivním hráčem měsíce září.

### Indianapolis Colts
16. ledna 2012 Freeman oznámil, že podepsal kontrakt s Indianapolis Colts a vrací se do NFL. Hned v prvním soutěžním utkání proti Chicagu Bears vrátil interception Jaye Cutlera do touchdownu a ve skvělých výkonech pokračoval i dále. Sezónu zakončil se 145 tackly (55 asistovaných), což byl pátý nejvyšší výkon z celé ligy, a také dvěma sacky, jedním forced fumblem a dvěma zblokovanými přihrávkami. I v sezóně 2013 si udržel vysokou výkonnost a ke 126 tacklům (43 asistovaných) přidal hned 5,5 sacku, 6 zblokovaných přihrávek, 2 interceptiony a 6 forced fumblů. Vinou zranění odehrál v ročníku 2014 pouze 12 zápasů, nicméně po skončení sezóny mu Colts nabídli prodloužení smlouvy, kterou 27. dubna podepsal.

### Chicago Bears
12. března 2016 Freeman podepsal tříletý kontrakt za 12 milionů liber s Chicago Bears. 2. května 2018 oznámil ukončení kariéry, nicméně následně byl ještě vedením NFL potrestán zákazem startu na dvě sezóny, protože neprošel dopingovým testem.

## Statistiky

### Základní část
| Sezóna | Tým                | Zápasů | Zápasů | Tacklů | Tacklů | Tacklů | Tacklů | Tacklů | Tacklů | Interceptionů | Interceptionů | Interceptionů | Interceptionů | Interceptionů | Fumbly |
| Sezóna | Tým                | OZ     | SH     | Celkem | Sólo   | Asist  | Sacky  | Safety | UB     | Int           | Yardy         | Prům          | Nejd          | TD            | FF     |
| ------ | ------------------ | ------ | ------ | ------ | ------ | ------ | ------ | ------ | ------ | ------------- | ------------- | ------------- | ------------- | ------------- | ------ |
| 2012   | Indianapolis Colts | 16     | 16     | 145    | 90     | 55     | 2.0    | –      | 2      | 1             | 4             | 4.0           | 4T            | 1             | 1      |
| 2013   | Indianapolis Colts | 16     | 16     | 126    | 83     | 43     | 5.5    | –      | 6      | 2             | 13            | 6.5           | 13            | 0             | 6      |
| 2014   | Indianapolis Colts | 12     | 12     | 95     | 58     | 37     | 1.5    | –      | 6      | –             | –             | –             | –             | –             | 1      |
| 2015   | Indianapolis Colts | 13     | 13     | 112    | 66     | 46     | 3.0    | –      | 2      | 1             | 23            | 23.0          | 23T           | 1             | 0      |
| 2016   | Chicago Bears      | 12     | 12     | 110    | 86     | 24     | 0.0    | –      | 4      | –             | –             | –             | –             | –             | –      |
| 2017   | Chicago Bears      | 1      | 1      | 10     | 7      | 3      | 0      | 0      | 0      | 0             | 0             | 0             | 0             | 0             | 0      |
| Celkem | Celkem             | 70     | 70     | 598    | 390    | 208    | 12.0   | 0      | 20     | 4             | 40            | 10.0          | 23            | 2             | 8      |

### Play-off
| Sezóna | Tým                | Zápasů | Zápasů | Tacklů | Tacklů | Tacklů | Tacklů | Tacklů | Tacklů | Interceptionů | Interceptionů | Interceptionů | Interceptionů | Interceptionů | Fumbly |
| Sezóna | Tým                | OZ     | SH     | Celkem | Sólo   | Asist  | Sacky  | Safety | UB     | Int           | Yardy         | Prům          | Nejd          | TD            | FF     |
| ------ | ------------------ | ------ | ------ | ------ | ------ | ------ | ------ | ------ | ------ | ------------- | ------------- | ------------- | ------------- | ------------- | ------ |
| 2012   | Indianapolis Colts | 1      | 1      | 4      | 3      | 1      | –      | –      | –      | –             | –             | –             | –             | –             | –      |
| 2013   | Indianapolis Colts | 2      | 1      | 18     | 10     | 8      | –      | –      | 1      | –             | –             | –             | –             | –             | –      |
| 2014   | Indianapolis Colts | 2      | 2      | 22     | 10     | 12     | 1.5    | –      | –      | –             | –             | –             | –             | –             | 1      |
|        | Celkem             | 5      | 4      | 44     | 23     | 21     | 1.5    | 0      | 1      | 0             | 0             | 0.0           | 0             | 0             | 1      |